# Farbror Franks resa
Farbror Franks resa är en svensk-norsk kortfilm från 2002 i regi av Björn Runge och Dean Tomkins. I rollerna ses bland andra Reine Brynolfsson, Rasmus Eljanskog och Peter Engman.

## Handling
48-årige farbror Frank och 13-årige Peder är nödgade att tillsammans åka till Reeperbahn i Hamburg för att göra en sista affär, men det hela blir inte som de har tänkt sig.

## Rollista (urval)
- Reine Brynolfsson	– farbror Frank
- Rasmus Eljanskog – Peder, 13 år
- Peter Engman – Olof, Peders pappa
- Kristina Törnqvist – Eva, Peders mamma
- Christian Fiedler	– Luiriki
- Anna Eidem – den tyska kvinnan på hotellrummet
- Wally	– torped
- Ilker Dougan – torped

## Om filmen
Farbror Franks resa producerades av Peter Hiltunen för Illusion Film & Television AB och distribueras av Film i Väst AB. Manus skrevs av Runge och fotograf var Mattias Högberg. Musiken komponerades av Fredrik Lidin och Thomas Hagby och filmen klipptes av Petra Ahlin. Den premiärvisades den 27 januari 2002 på Göteborgs filmfestival och hade biopremiär den 22 mars 2002 på biografen Zita i Stockholm. Den 8 september 2002 visades den i Sveriges Television och den 17 september samma år på Umeå filmfestival. Den 1 juni 2005 utgavs den på DVD som en del av samlingsboxen Svensk novellfilm 2001–2004.